# Maître de la Sainte Parenté le Jeune

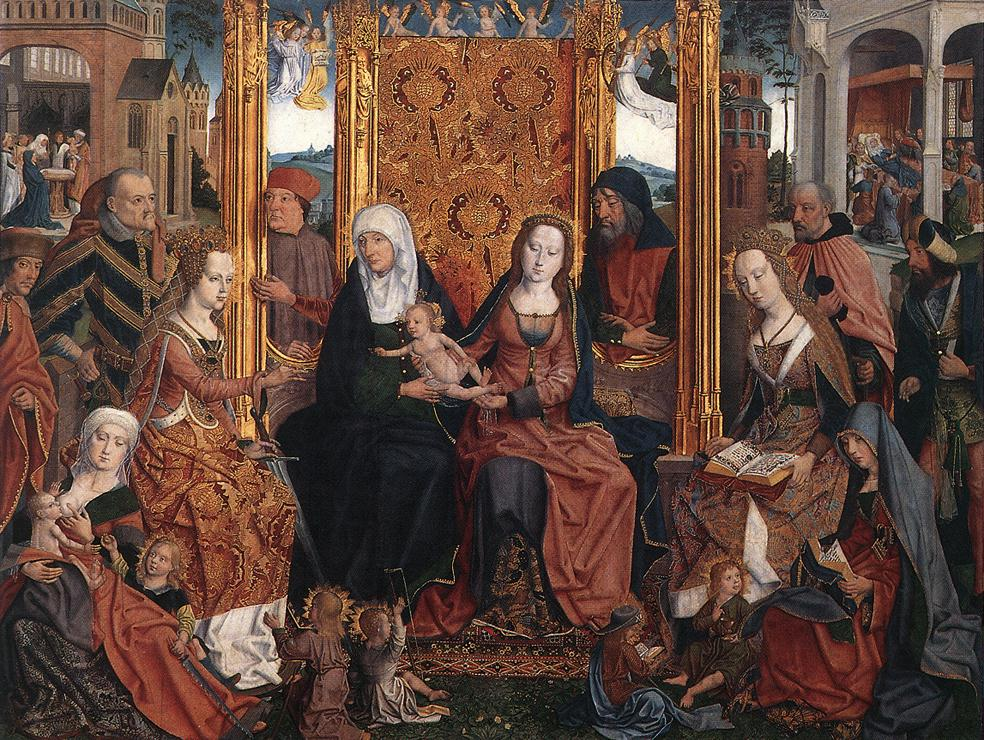
Sainte Parenté, Maître de la Sainte Parenté le Jeune (panneau central), Wallraf-Richartz-Museum, Cologne.

Le Maître de la Sainte Parenté le Jeune (en allemand Meister der Heiligen Sippe der Jüngere) est un peintre du Moyen Âge tardif qui a été actif entre 1475 et 1515 environ à Cologne et dans ses alentours.
Son vrai nom est inconnu, et il porte son nom de convention d'après l'une de ses œuvres principales connues, un retable à volets qui se trouve au Wallraf-Richartz-Museum à Cologne. La partie centrale de ce triptyque montre la Sainte Parenté, donc la Vierge et l'Enfant, entourés de ses ancêtres, avec également sainte Catherine et sainte Barbe, ce qui fait de ce tableau aussi un mariage mystique.
Le maître est né aux alentours de 1450 et mort vers 1516. Quelques décennies plus tôt, un autre peintre, également de nom inconnu, est actif à Cologne et travaille dans le même courant. Pour les distinguer, on appelle ce deuxième, actif entre 1410 et 1440 environ, le Maître de la Sainte Parenté l'Ancien,,.

## Biographie
L'artiste, nommé ainsi d'après le retable de la Sainte Parenté, porte en complément « le Jeune » pour le distinguer de « l'Ancien », également auteur d'un triptyque de la Sainte  Parenté. Une tentative entreprise d'identifier l'artiste avec Lambert von Luytge, peintre de la ville de Cologne, n'a pas été concluante. L'œuvre qui lui est attribuée est extraordinairement riche et variée. Elle comprend de petits tableaux de dévotion, des épitaphes et des retables particulièrement grands, mais aussi des cartons de vitraux. L'attribution des travaux se fait en général sur des considérations stylistiques. Le maître figurait, à la fin du XVe et début du XVIe siècle parmi les peintres les plus importants à Cologne. Son importante production invite à penser qu'il dirigeait un grand atelier.
Il n'est pas connu où le maître a été formé. Dans son œuvre se mélangent la tradition colonaise des successeurs de Stefan Lochner et du Maître de la Vie de Marie avec les influences flamandes qui laissent supposer la familiarité avec les œuvres de Rogier van der Weyden, Juste de Gand, Hugo van der Goes et Geertgens. On voit aussi, dans ses travaux, des proximités avec le Maître de la Glorification de Marie, et le Maître du Retable de saint Barthélemy. Toutefois, il n'existe que peu de documentation chronologique.
Dans sa longue période d'activité, on peut toutefois distinguer deux phases. Vers 1490 s'achève le cycle des œuvres de jeunesse avec la Crucifixion de Richterich, près d'Aix-la-Chapelle, peinte v. 1490 (Bruxelles, M. R. B. A.). Une évolution probablement déterminée par un voyage aux Pays-Bas se caractérise dans les coloris par le remplacement des tons variés et clairs des premiers travaux par des couleurs plus sombres commandées par la composition; l'évolution vers le réalisme, le souci du détail, de la peinture flamande montrent l'influence de peintres comme Juste de Gand et Hugo Van der Goes. C'est à ceux-ci que l'artiste emprunte les nouvelles formes dans la composition et la représentation du paysage et des personnages. Les panneaux empreints de cet esprit flamand débutent avec l'épitaphe du curé Jacob Udeman von Erkelenz, daté de 1492.

## Œuvres

### Retable de la Sainte Parenté
| Retable de la Sainte Parenté | Retable de la Sainte Parenté | Retable de la Sainte Parenté |
| ---------------------------- | ---------------------------- | ---------------------------- |
| Retable ouvert               |                              | Retable fermé                |

Ce retable (Sippenaltar der Familie Nikasius Hackeney) a été peint vers 1503. Il a des dimensions importantes 144 × 187 cm.
Le retable a été probablement offert au couvent des dominicaines de saint Acace à Cologne par Nicasius Hackeney, directeur de l’administration fiscale de la cour impériale, où une des filles du donateur était nonne. Le triptyque prend une ampleur considérable parce qu'il est enrichi d’une Sainte Conversation (ou mariage mystique). Dans la partie centrale, la vie de Marie est évoquée dans de petits tableaux, à l’arrière-plan de la composition centrale (la Présentation au Temple et la Mort de Marie). Sur les deux panneaux latéraux, des paysages détaillés avec villes, ports, et chaînes de montagnes ouvrent l'horizon dans des tons bleutés.
Jésus est tenu conjointement par Marie et Anne, assis sur un trône devant un baldaquin dore. À gauche, sainte Catherine qui s’apprête à recevoir l’anneau de ses noces mystiques et à droite sainte Barbe est penchée sur un livre d’heures. Entre l’arrière-plan et la série de femmes, deux hommes accoudés. L’un est Joseph; l’autre, au bonnet rouge Joachim. Un autre jeune homme derrière sainte Catherine regarde la scène. Ses riches vêtements et ses traits fortement individualisés conduisent Annie Cloulas-Brousseau à l’identifier avec le fils du commanditaire, Nicasius Hackeney. Ce panneau d'envergure est une œuvre de maturité. Il met solennellement en scène trois rangées de personnages, dans un environnement composé de colonnes dorées solides, ouvrant sur des paysages bleutés. L'artiste attache une importance primordiale au traitement des figures, dont il accentue le relief, et à la richesse des vêtements et parures.
Sur le volet gauche, les saints Nicaise et Roch avec le donateur colonais Nicasius Hackeney, à droite les saintes Gudule et Élisabeth avec la femme du donateur, Christine, née Hardenrath. Lorsque le retable est fermé, sur l'extérieur des volets, les saints Hermolaus, Acace (un des saints auxiliateurs) et ses suivants à gauche, à droite saintes Cécile, Geneviève, Hélène et Catherine, chacun avec des membres de la famille donatrice.

### Retable des Sept Joies de Marie

Retable des sept joies ouvert
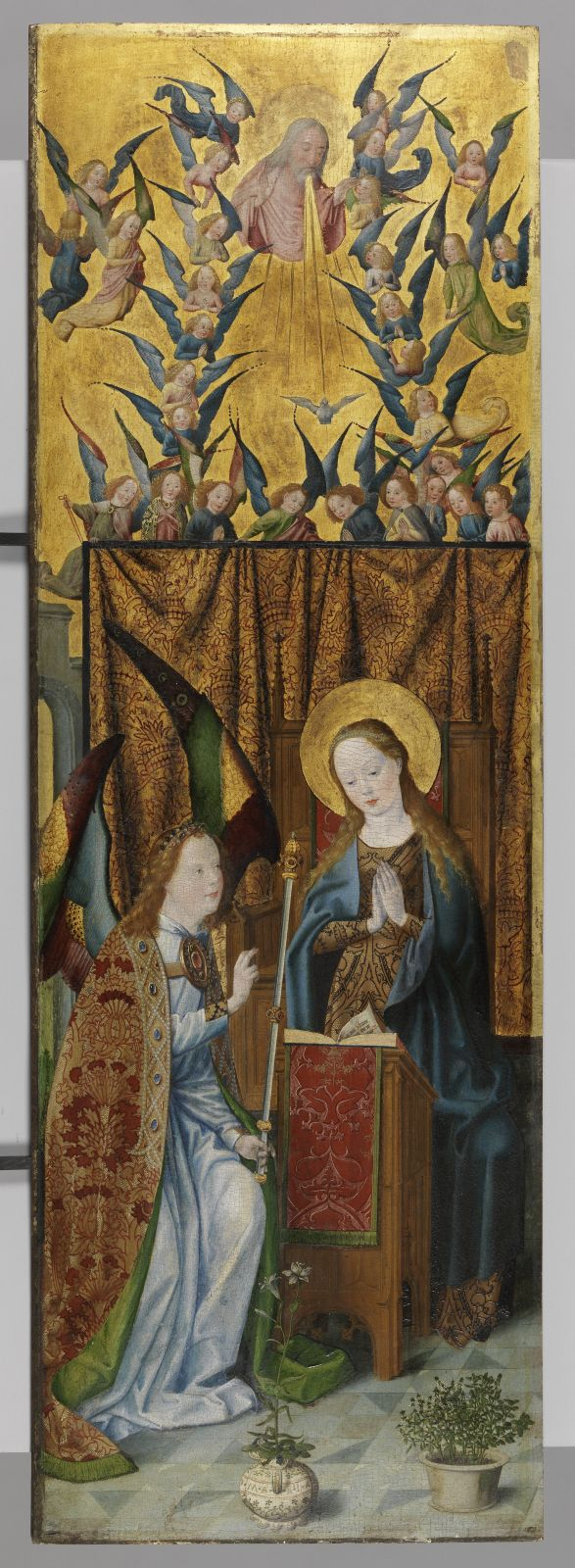
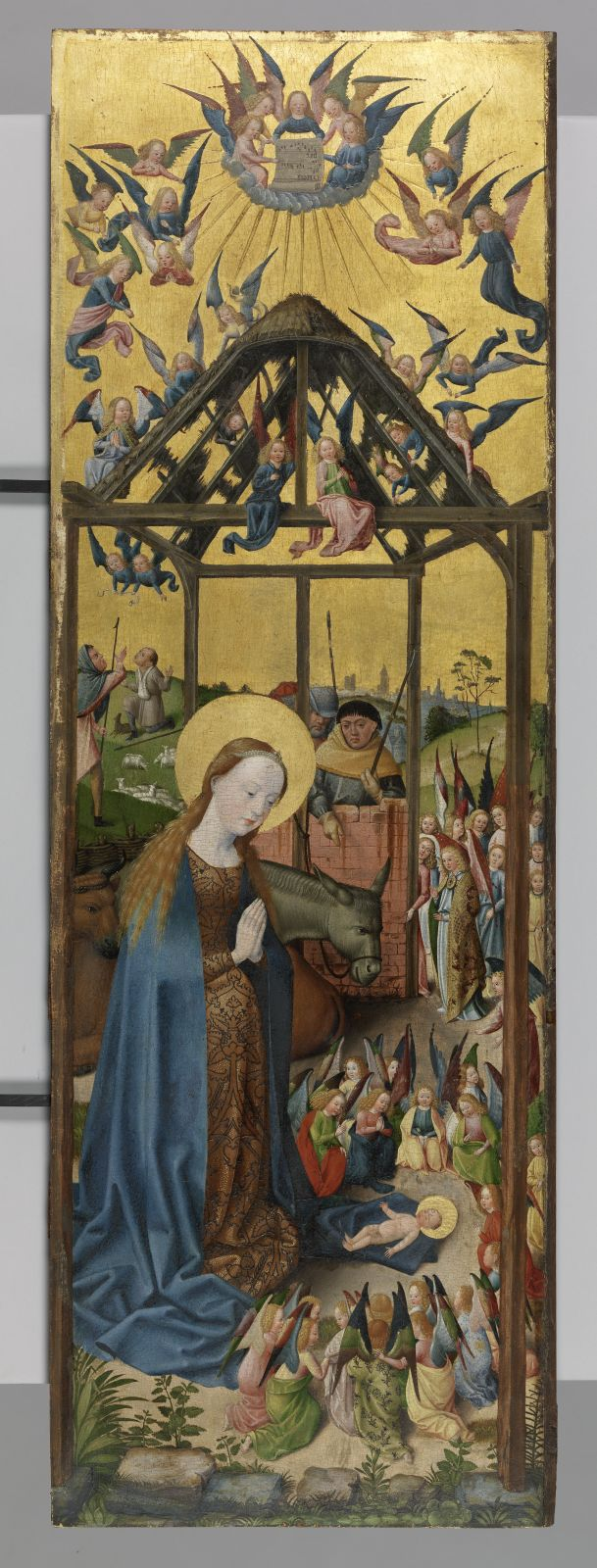
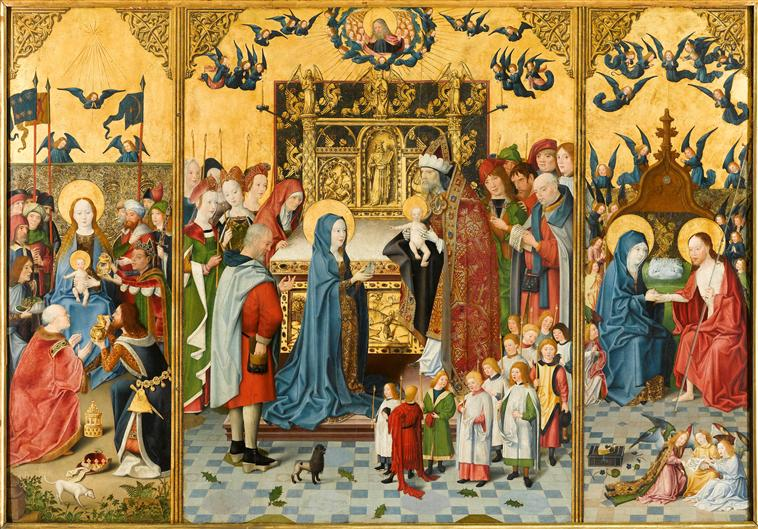
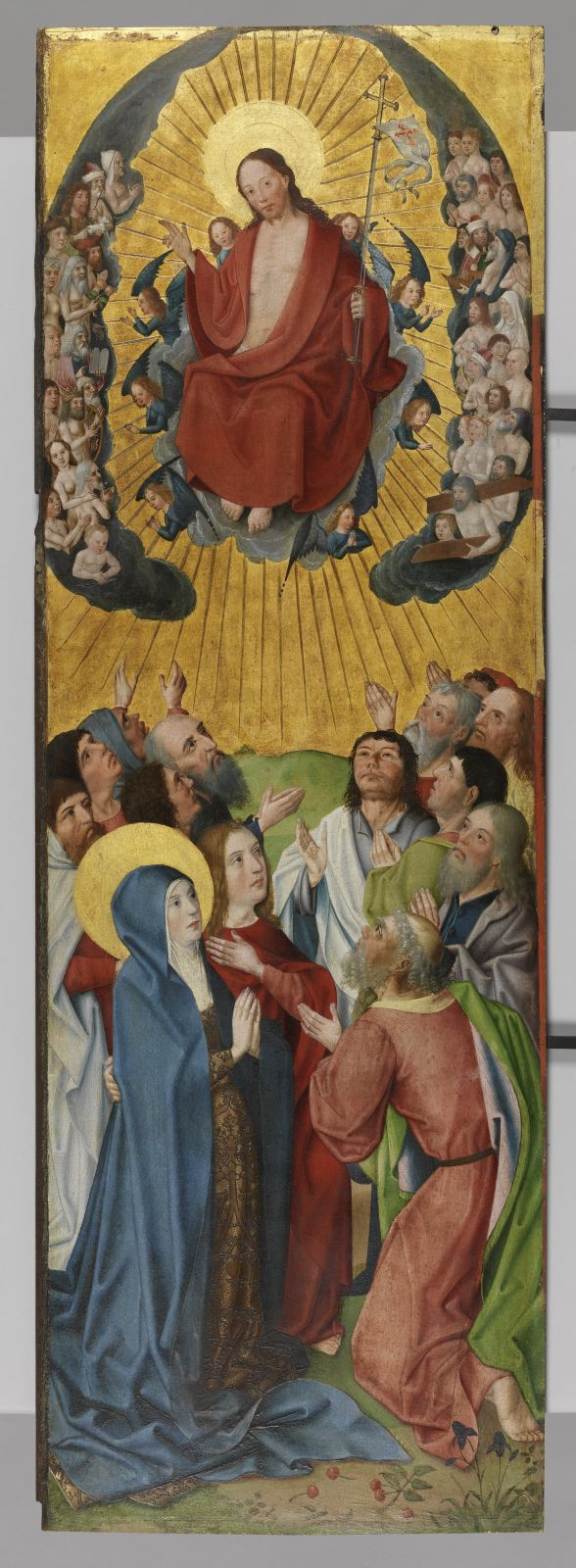
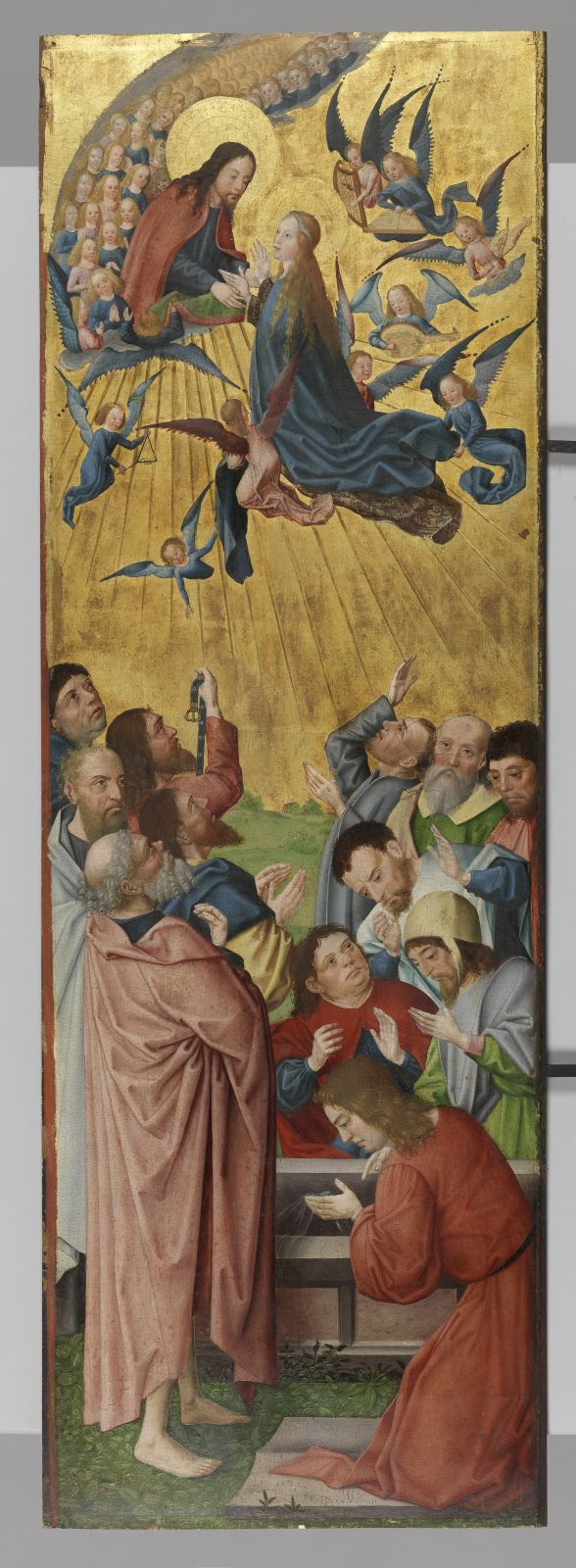

Le Retable des Sept Joies de la Vierge, au Louvre (R.F. 2045), a été peint vers 1480. Le panneau central, avec une Présentation au Temple, provient du couvent des bénédictines des Macchabées de Cologne. Les volets sont conservés au musée de Nuremberg. La composition du panneau central reprend celle du même sujet de Lochner au musée de Darmstadt. La dimension du panneau central, au Louvre, est de 127 × 182 cm. Chacun des panneaux latéraux a une largeur de 42 cm.
En position ouverte, le retable montre de gauche à droite des scènes de la vie de Marie : l'Annonciation, La Nativité sur les volets extérieurs, l'Adoration des mages, puis la Présentation de Jésus au Temple au centre, suivi de l'Apparition du Christ à la Vierge ; sur les volets extérieurs enfin l'Ascension et pour finir l'Assomption.
Les peintures comportent chacune une partie supérieure avec de nombreux anges ou angelots; les sols sont, dans la partie centrale notamment, carrelés avec soin; deux chiens de compagnie se promènent autour les personnages; un grand soin est mis, ici aussi, à l'élégance des costumes et des étoffes. Les objets précieux des trois mages sont complaisamment montrés. La scène centrale montre la Vierge avec les deux colombes d'offrandes, pendant que Joseph, tenant dans une main une pièce, en cherche une autre dans sa besace. L'autel derrière les personnages est incrusté d'images de l'Ancien Testament : au centre Moïse avec les tables de la loi, à gauche Caïn et Abel, à droite peut-être l'arche de Noé. De nombreux personnages secondaires entourent les protagonistes, et une cohorte de petits enfants entre par la droite. Le chien de compagnie, rasé de moitié, montre des rangées de dents improbables.
En position fermée, le registre du haut montre, de gauche à droite, le Christ devant Ponce Pilate, le Couronnement d'épines et le Portement de croix; en bas la Mise en croix, la Déploration avec Marie Madeleine et Nicodème, et une prière des deux religieuses donatrices présentées par saint Benoît. L'image d'un volet manque, le verso du volet de la Nativité ; il représentait peut-être une Lamentation.
Le panneau de l'Assomption est assez détaillé : les apôtres constatent que le tombeau est vide, où il ne reste plus qu’un voile. L’apôtre Thomas qui, selon la légende, était absent de l'ensevelissement de la Vierge à Jérusalem par les apôtres, est transporté miraculeusement au jardin de Gethsémani où il assiste à l'élévation du corps de Marie et reçoit du ciel la ceinture avec laquelle les apôtres ont ceint le corps de la Vierge.
La production de l’atelier du maître se remarque ici également par la préciosité des étoffes et la coloration lumineuse.

Retable des sept joies fermé
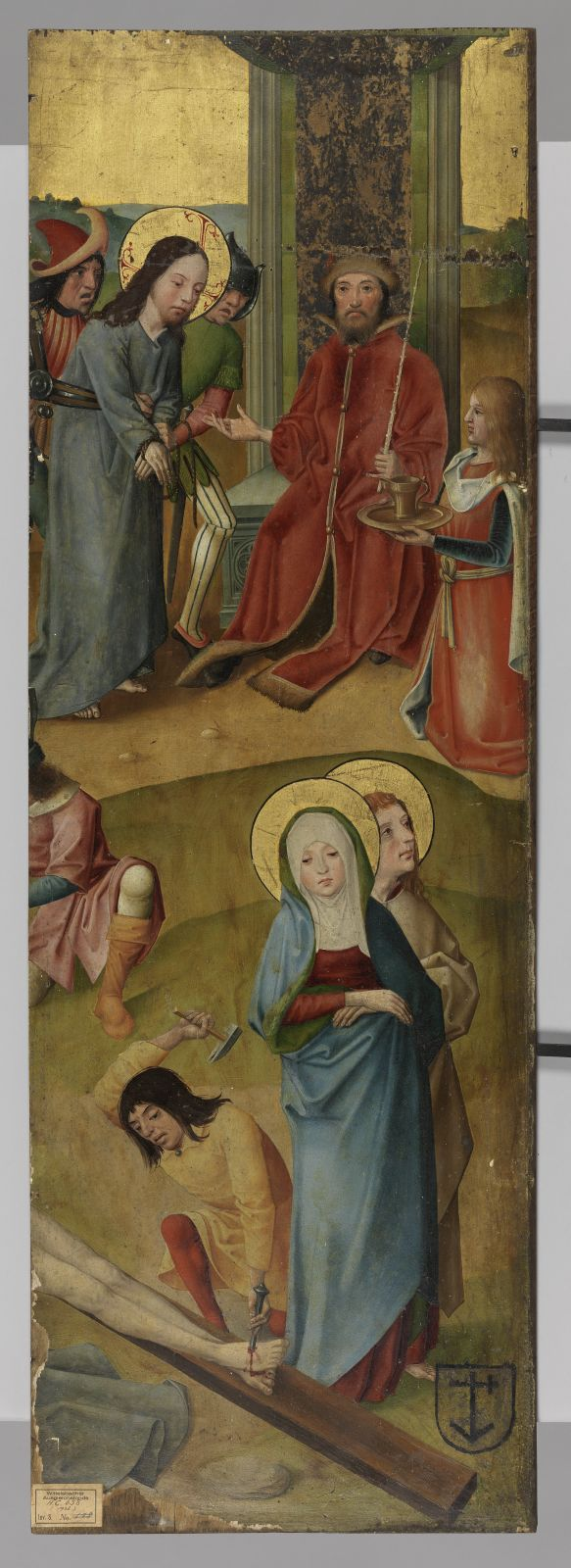
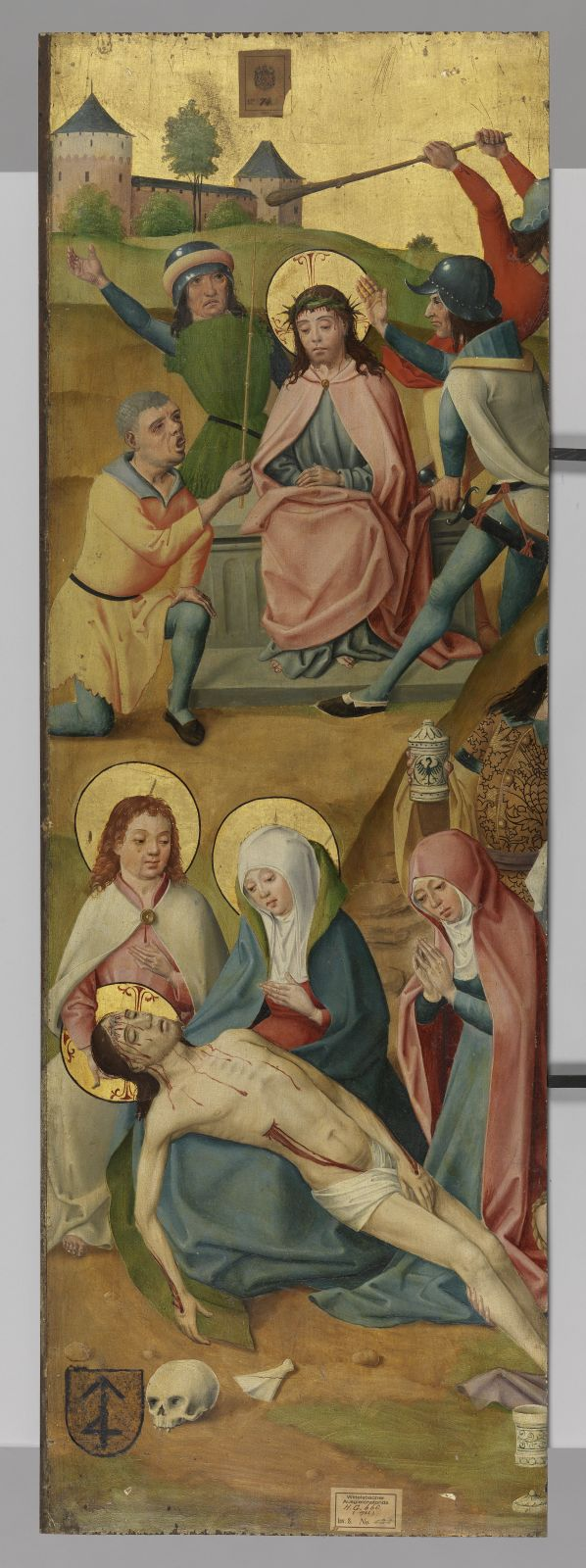
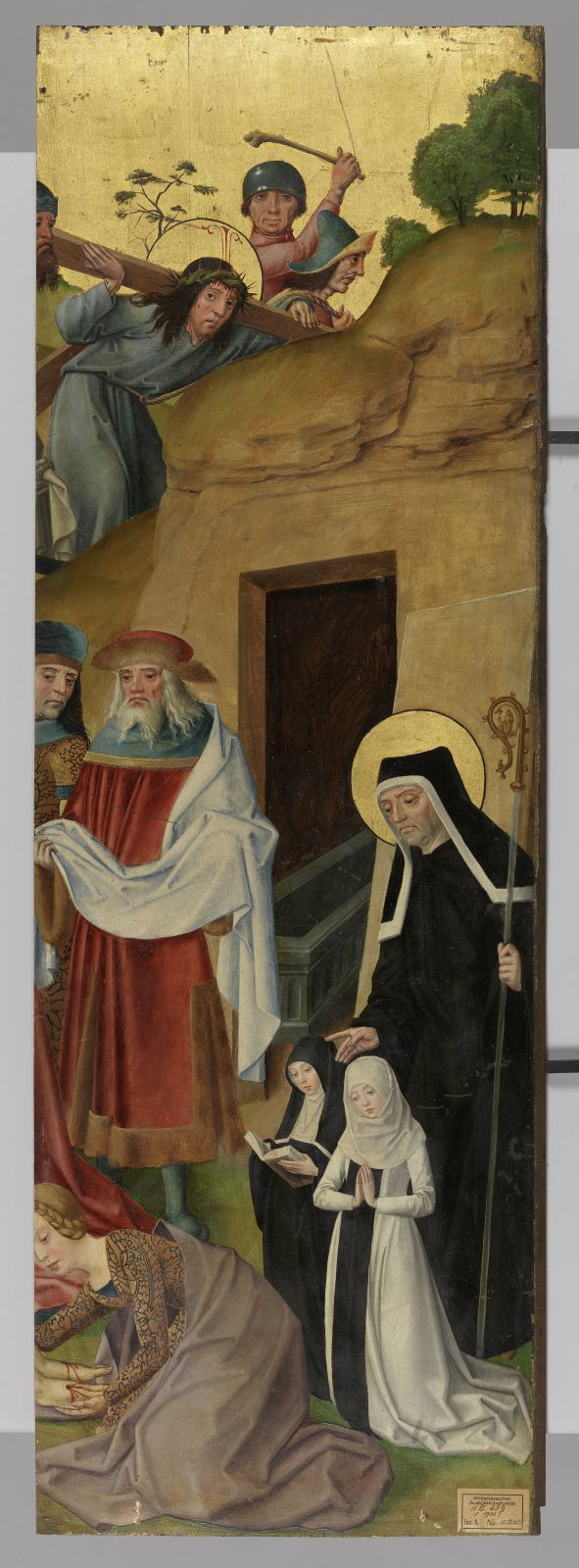

### Panneaux de dévotion

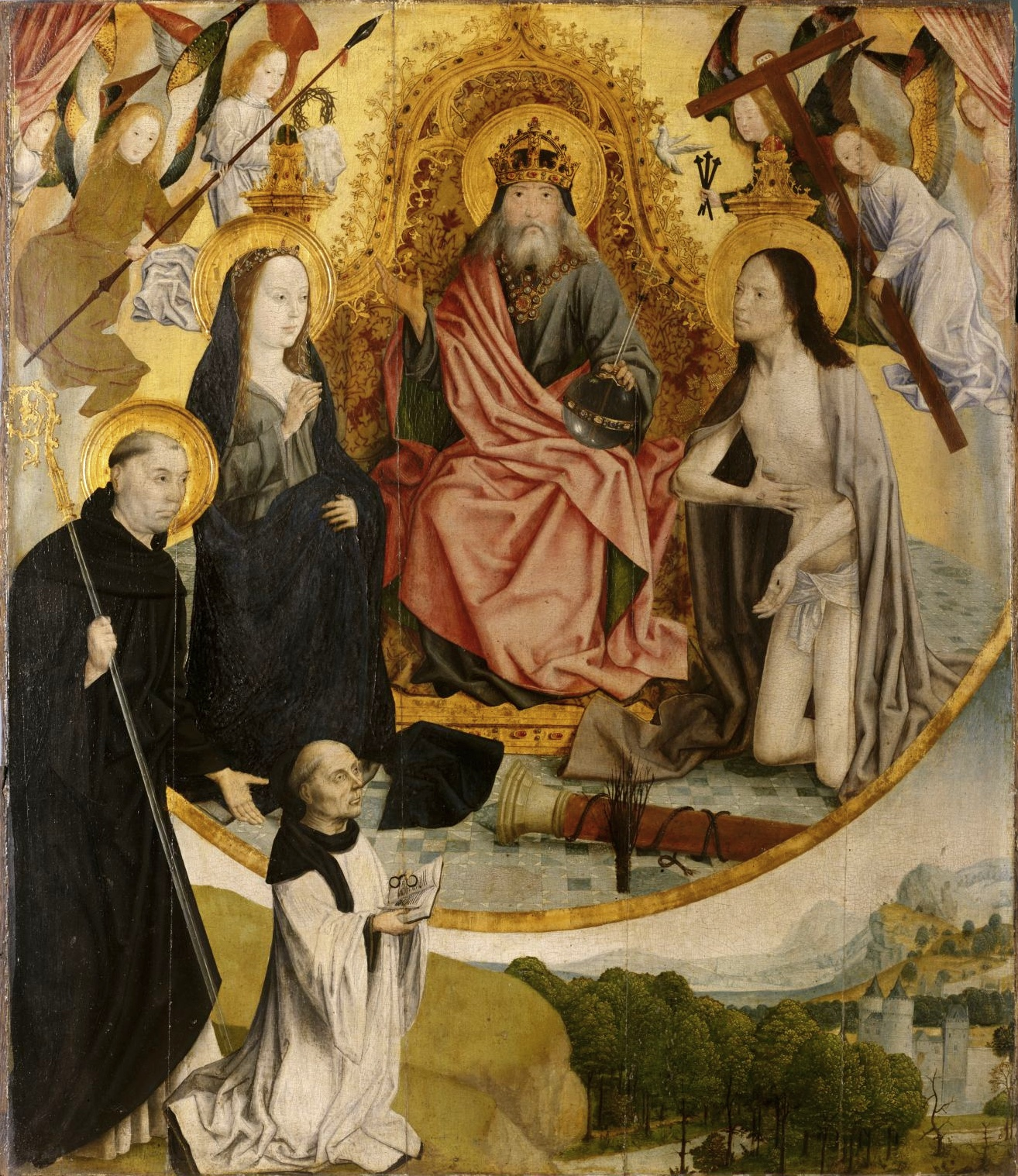
Épitaphe de Jakob Udemann (1492), Germanisches Nationalmuseum.

- Épitaphe de Jakob Udemann, 1492 Nuremberg[11]. Épitaphe du religieux Jakob Udeman van Erkelenz (mort en 1492) 57,2 × 43,1 cm, illustre l'échelle du salut dans le processus d'intercession : le donateur prie, protégé par un saint. La prière s'adresse à la Vierge qui la transmet Jésus (sauveur, montrant ses plaie) qui à son tour intercède en faveur du donateur auprès de Dieu le Père. Cette vision de l'intercession est refusée ultérieurement par Luther[11]. On peut observer l'opposition entre le ciel, sur fond doré et contenu dans un disque, une mandorle, et la terre où le donateur prie dans un paysage qui se prolonge vers une vallée avec château-fort devant une chaîne montagneuse. La composition s'inspire des modèles flamands, dans le souci du détail du paysage notamment.

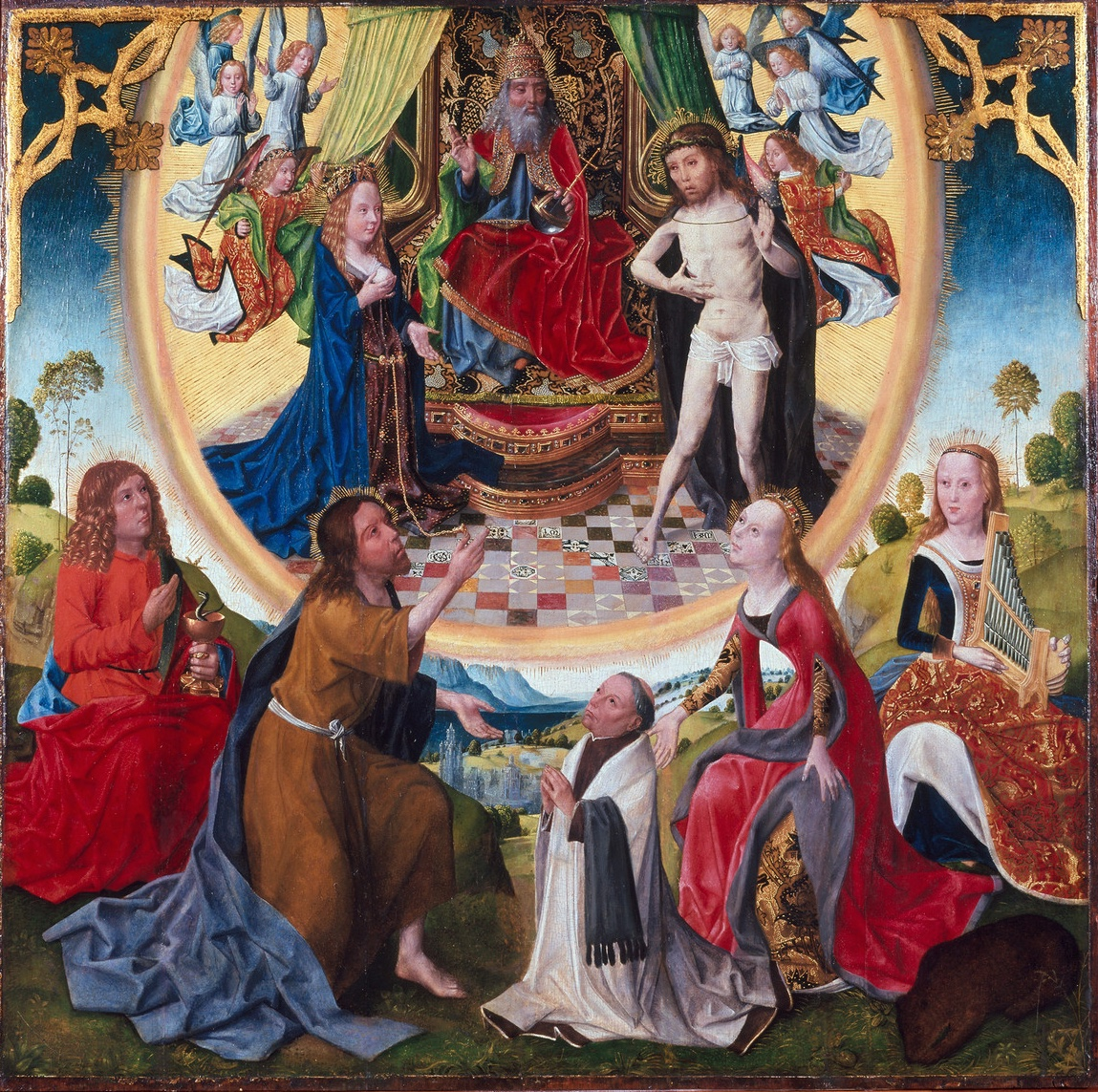
Prière d'intercession (vers 1470/75), Wallraf-Richartz-Museum.

- Autre panneau de dévotion, une prière d'intercession plus grande (98 × 99 cm) et plus colorée[12], vers 1470/75, est au Wallraf-Richartz-Museum. Dans ce tableau, la Vierge est allaitante (Virgo lactans), Jésus montre ses plaies, et il y a un monogramme (IM ?) représenté par une succession de carreaux décorés dans le carrelage du sol. Dieu est avec eux dans une mandorle. Les autres saints intervenant dans le registre terrestre sont l’apôtre Jean et Jean-Baptiste à gauche, Cécile et Colombe de Sens à droite.

### Messes de saint Grégoire
Plusieurs Messes de saint Grégoire sont attribuées au peintre.

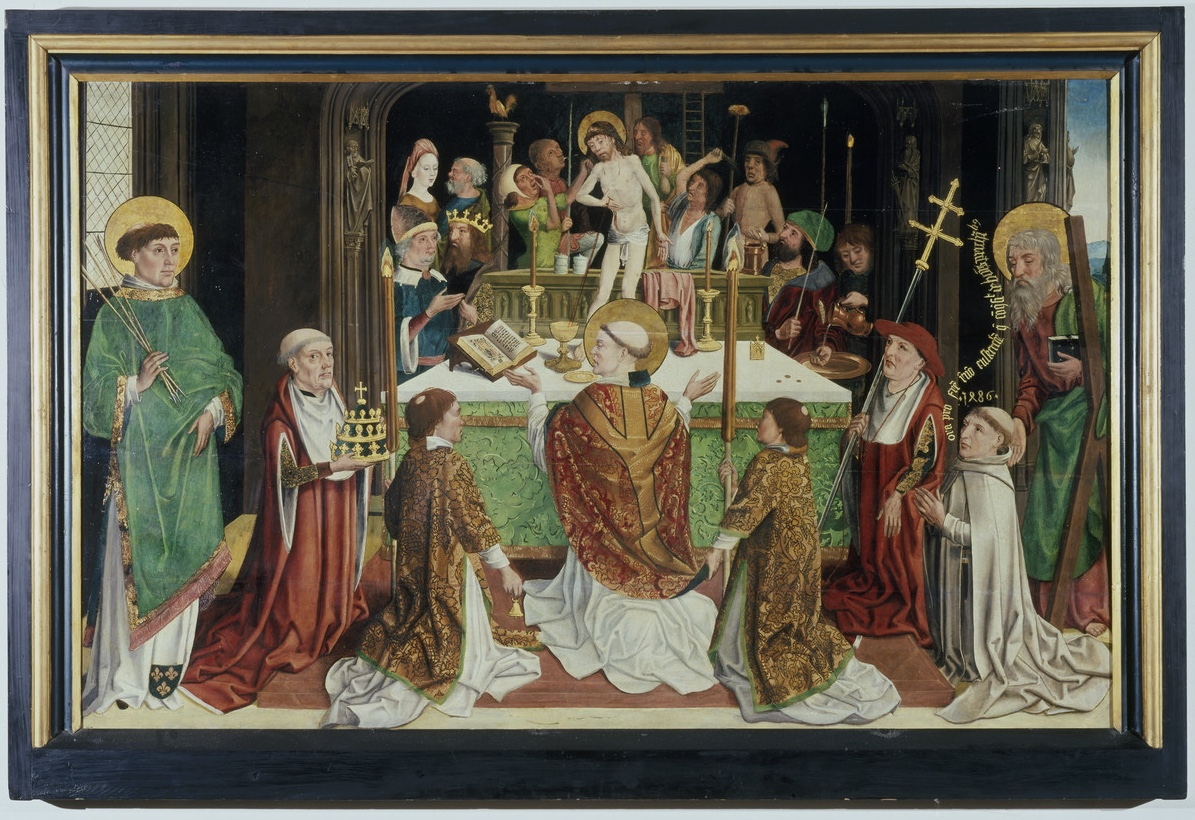
Messe de saint Grégoire d'Utrecht.

1. Messe de saint Grégoire du musée du couvent Sainte-Catherine à Utrecht. Le tableau est daté 1486 dans le phylactère du donateur.
D'après la légende, le pape Grégoire voit au cours d'un service l'apparition du Christ en Homme de douleurs. Le Christ est entouré des instruments de la Passion et des personnes qui interviennent dans la Passion. De son flanc, un flot de sang se déverse dans le calice. Sur l'autel, comme il est habituel dans un messe médiévale, deux chandeliers avec bougies, le livre de prière, le calice, un petit cadre avec portrait, le plat à hosties et trois sous d’offrande. Le donateur de la peinture, Reinier van Euskercken, est agenouillé à droite. Il est l'abbé du monastère des prémontrés de Steinfeld. Derrière lui, l'apôtre André. À gauche le diacre Potentin. Il s’agit de Potentinus von Steinfeld, dont la châsse est au musée du Louvre.
2. Une autre Messe de saint Grégoire (vers 1460/1480) de dimensions plus modestes 89 × 80 cm, est à Cologne, dans le musée archiépiscopal.

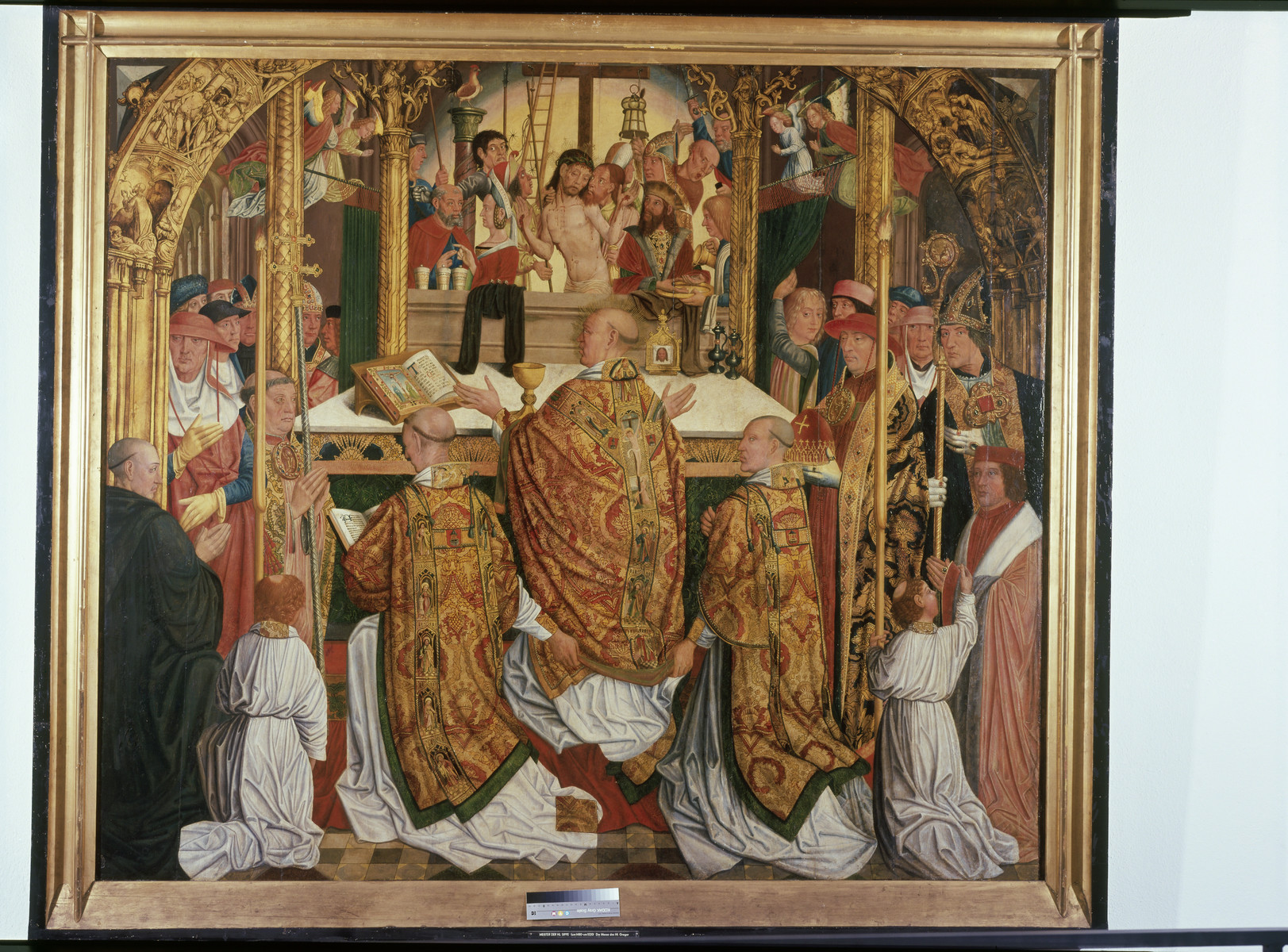
Messe de saint Grégoire de Heisterbach.

3. Une troisième Messe de saint Grégoire, provient de l’église de l'ancienne abbaye cistercienne de Heisterbach. De très grandes dimensions 183,5 × 212,5 cm, le panneau est daté de 1495 environ et est attribué à l'atelier ou à l'entourage. Deux donateurs sont aux extrémités. On note la présence de Jérôme et peut-être d'Ambroise de Milan. Les lourds vêtements sont richement brodés, l'intérieur luxueusement décoré. Les volets du retable dont la messe est le panneau central sont dispersés.

### Retable de saint Sébastien

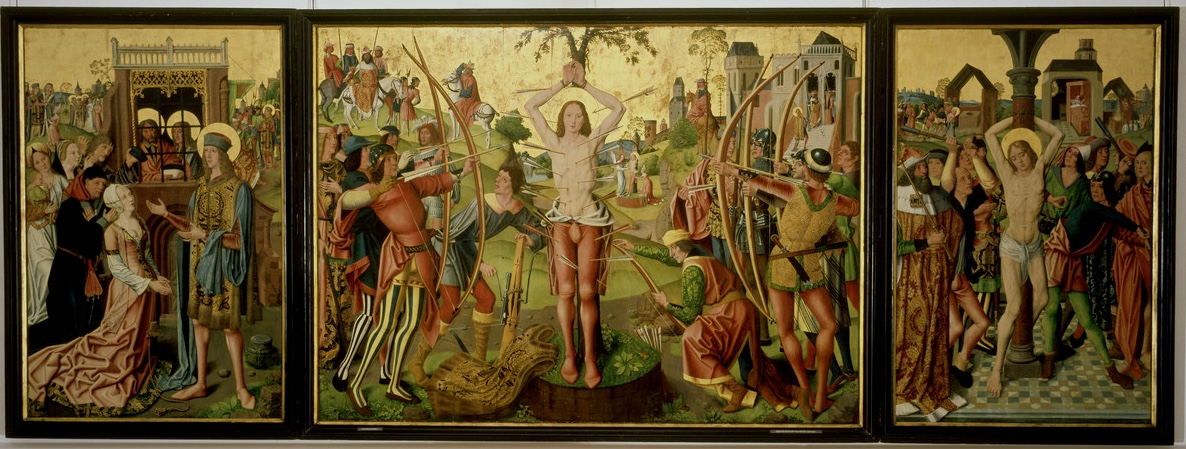
Retable de saint Sébastien.

Le Sebastian-Altar est peint vers 1493/94, Le panneau central est immense 186 × 257,5 cm. D'après La Légende dorée, Sébastien, militaire, soutient ses coreligionnaires dans leur foi, ce qui est illustré dans la partie gauche du retable où il encourage deux prisonniers chrétiens (derrière les barreaux), les jumeaux Marc et Marcellin. Une femme muette nommée Zoé s'approche du militaire, qui lui rend alors la parole. Les personnes présentes sont impressionnées et se convertissent. Dans le panneau central, Sébastien est attaché à une colonne et transpercé de flèches. On voit, à droite derrière Sébastien, qu'il est détaché de la colonne, et ensuite est transporté dans une maison où il guérit miraculeusement. Enfin, et c'est le thème du panneau de droite, il est tué à coups de verges. Son corps est jeté ensuite dans la Cloaca Maxima qui se déverse dans le Tibre. Au fond de la peinture on voit, à gauche de la colonne à laquelle Sébastien est attaché, des toilettes comme elles devaient exister à l'époque où la peinture est réalisée, et à droite une entrée dans une sorte de bain public.

### Circoncision

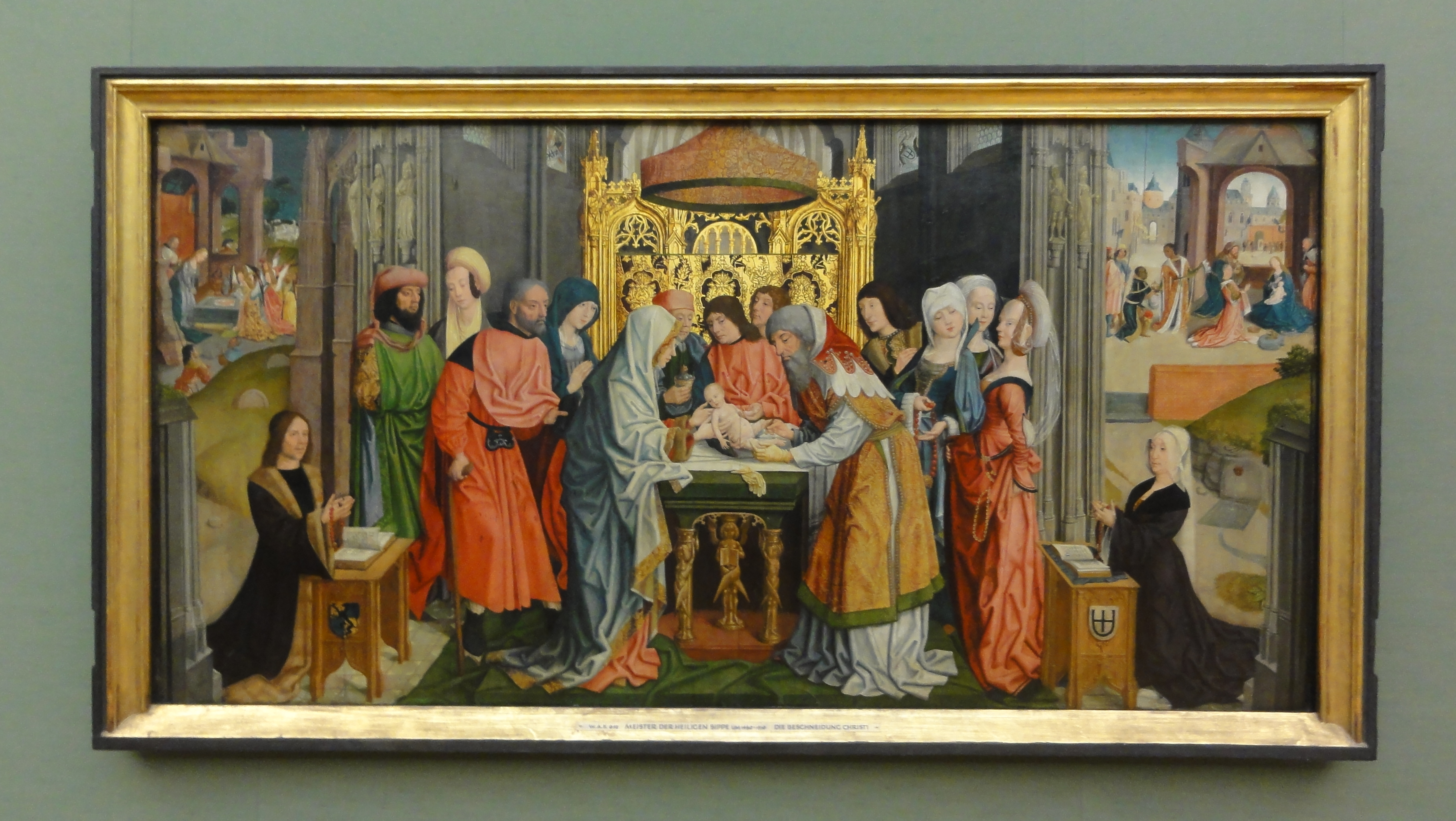
Circoncision.

La Circoncision est considéré comme « le chef-d'œuvre de sa maturité » avec le retable de la Sainte Parenté. Ce retable provient de l'église Sainte-Colombe de Cologne. Actuellement à Munich, Alte Pinakothek, le tableau est un don du conseiller municipal Johann von Questenberg et de son épouse. Les deux protagonistes principaux, Marie et le prêtre s’apprêtant à effectuer l'opération, sont entourés d'une foule de personnages superbement habillés, les femmes coiffées et portant bijoux. La scène se déroule dans un temple avec des piliers eux-mêmes décorés de statues en grisaille. La table d'opération est portée par trois pieds en forme de séraphins. Le prêtre a une main gantée, l'autre gant est posé sur le plateau. Les deux donateurs prient sur des prie-dieu portant leurs blasons respectifs. Ces blasons sont répétées dans le haut des vitres du temple. En haut à gauche une Nativité, en haut à droite une Adoration des Mages devant une place entourée de nombreux bâtiments.

### Autres
- Madone apocalyptique. Marie sur un croissant de lune brun, saluée par Dieu le Père avec des saints et la famille du comte Gumprecht II of Neuenahr (en). Tableau créé après la mort du comte en 1484. La partie centrale (128,7 × 47cm) dépasse en hauteur les parties latérales 84,2 × 179,5 cm: la photo montre le tableau dans la bibliothèque. Provient du couvent des cisterciennes de Mariengarten, Cologne. Il se trouve au Wallraf-Richartz-Museum[21]. Les apôtres et saint sont, sur la partie gauche, Georges en armure et avec bannière, Matthieu, Jacques l'Ancien, sur la partie droite André avec sa croix, Jérôme et Laurent. Les hommes en armure à gauche sont emmenés probablement par le compte, devant un prie-dieu portant le blason de la famille; à droite les femmes, emmenées probablement par l'épouse, protégée par André. Entre les deux, et sous la Madone, un paysage montrant le mont Golgotha avec les trois croix des crucifiés, entourés des personnages de la Passion, et plus en avant une Lamentation.

- Les saintes Christine de Tyr, Marguerite d'Antioche, Lucie de Syracuse et Cécile de Rome[22]. Attribué à l'atelier, 120 × 151 cm.

- Un volet de retable, 128 × 80 cm, au musée Suermondt-Ludwig à Aix-la-Chapelle[23]. L'intérieur du volet montre avec les martyres de Quirin de Neuss et Balbine de Rome, l'extérieur montre l'Ascension et le Couronnement de Marie.

- Adoration des mages[24] et Trinité[25], vers 1510, 116,2 × 85,4 cm. Ces peintures constituent un volet d'un retable perdu. Le panneau était au Metropolitan Museum of Art, New York, et il a été vendu par la fondation d'achats du musée en 2013[26].

- Lamentation du Christ avec donatrice[27], 120 × 78,5 cm vers 1483/1485.

- Retable de Richterich[28]. Provient de l'église Saint-Martin de Richterich, un quartier d'Aix-la-Chapelle. Dispersé.

### Articles liés
- École de Cologne
- Maître du Retable d'Aix-la-Chapelle
- Stefan Lochner
- Maître de la Vie de Marie